# Parourapteryx sericea
Parourapteryx sericea là một loài bướm đêm trong họ Geometridae.